# Ricevuta fiscale
La ricevuta fiscale è un tipo di documento fiscale, rilasciato da determinate categorie di esercenti, che descrive il bene venduto o la prestazione effettuata e il corrispettivo ricevuto. È detta "fiscale" perché rileva ai fini dell'imposizione di imposte o tributi per i soggetti che la emettono (e, se titolari di partita IVA, anche per quelli che la ricevono).

## Caratteristiche
La ricevuta  fiscale è una quietanza che si colloca, per caratteristiche e perimetro applicativo, a metà strada tra la fattura e lo scontrino (il tagliando realizzato attraverso un registratore di cassa). Infatti, non contiene lo scorporo dell'IVA (cioè l'IVA è compresa negli importi) né, solitamente, i riferimenti del pagatore. A differenza dello scontrino (stampato e/o inviato telematicamente), la ricevuta è spesso compilata a mano su appositi blocchetti cartacei prestampati, predisposti con copia ricalcante. In altri casi, è elaborata in formato elettronico. In qualsiasi caso, devono essere presenti i dati fiscali del fornitore e realizzata in due copie.
In alcuni contesti (ad esempio nelle transazioni e-commerce) il documento è detto ricevuta di acquisto.

## Nel mondo
La natura e finalità, gli ambiti applicativi, i relativi dettagli operativi della ricevuta fiscale (o quietanza analoga) dipendono dalla legislazione di ciascuna nazione.

### Italia
Dalla metà del 2019 la storica ricevuta fiscale italiana (quella compilata a mano utilizzando un modulo - in duplice copia ricalcante e a strappo - ciascuno dotato di un numero progressivo, facente parte di un blocco prestampato e acquistato in cartolibreria, conforme alle prescrizioni dell'Agenzia delle Entrate) è stata progressivamente abolita (a parte pochi casi) e sostituita dall'ex scontrino fiscale. Per definizione di legge (vedi sotto) la ricevuta fiscale è il documento emesso dai soggetti passivi IVA, in alternativa al documento commerciale (ex scontrino fiscale), per attestare i corrispettivi incassati. A seguito dell’introduzione della memorizzazione e trasmissione telematica dei corrispettivi giornalieri (art. 2, D.Lgs. n. 127/15), mediante registratore di cassa RT, i casi rimasti di emissione della "vecchia" ricevuta (al posto di fattura o documento commerciale) sono sporadici.
In Italia, dal 1 gennaio 2021 la vecchia ricevuta fiscale (quella compilata a biro sugli appositi blocchetti cartacei prestampati) è stata sostituita definitivamente dal documento commerciale (l'ex scontrino fiscale). La norma di legge che ha preso il posto della passata legislazione sulla ricevuta fiscale (rif. art. 12 della L. 413/91, ancora valida per alcune rare casistiche) è il decreto fiscale n. 119/2018, collegato alla legge di bilancio 2019 in attuazione del decreto legge 127/2015. La sostituzione della ricevuta fiscale con il documento commerciale è stata progressiva, a tappe: facoltativa dal 2017, 1 luglio 2019 primo scaglione di obbligo, 1 gennaio 2021 completamento.
Il DM 10.5.2019 specifica i pochi casi rimasti in vigore per cui alcuni soggetti sono tuttora tenuti a rilasciare la ricevuta fiscale cartacea "vecchia maniera" ma solo se richiesta dal cliente (perché questi soggetti sono esentati dall'uso del registratore di cassa RT). Nei casi sia emessa la fattura, questa ovviamente sostituisce la ricevuta fiscale cartacea.
Fuori dal contesto artigianale o commerciale, si parla di ricevuta fiscale anche in caso di incasso del compenso da parte di certe categorie di lavoratori (ad esempio nei contratti di prestazione occasionale).
Le ricevute non fiscali sono quelle emesse dai privati ovvero coloro i quali eseguono la cessione o la prestazione fuori da attività professionale (partita IVA).

### Legislazione superata
La ricevuta fiscale è stato il documento fiscale, rilasciato da determinati esercenti (gli artigiani e per alcune specifiche categorie di commercio) al posto del vecchio scontrino fiscale stampato mediante registratore di cassa, in conformità alle normative, quando il cliente non richiedeva esplicitamente la fattura. Come gli altri documenti analoghi, la ricevuta fiscale doveva contenere alcuni elementi formali previsti dalle norme. Solo le ricevute compilate su moduli prestampati con autorizzazione erano valide.
In estrema sintesi, i principali riferimenti di legge che regolamentavano la ricevuta fiscale (erano quelli citati nel piede dei moduli prestampati conformi) sono stati gli art. 1 del DPR 696/1996, l'art. 12 co. 1 della L. n. 413/1991, il DM 30/03/1992. Le tipografie autorizzate dal Ministero a stampare e vendere i blocchi cartacei dei moduli conformi (c.d. "modello unificato") dovevano riportare (ai sensi del DM citato) i riferimenti dell'autorizzazione nonché i dati identificativi della ditta sul modulo stesso.
Non sempre la ricevuta fiscale era rilasciata a fronte del relativo pagamento, ad esempio:
- nel caso di cessioni a titolo gratuito, campionatura o simili;
- quando vi erano prestazioni continuative a cui segue una fattura riepilogativa;
- se, per qualsiasi motivo, non si era potuto eseguire il pagamento da parte del cliente (in questo caso doveva comparire la dicitura "non pagato" o "segue fattura" o simili).

Questo documento era compilato a mano in duplice copia, su prestampati (blocchetti conformi alla prescrizioni dell'Agenzia delle Entrate, acquistabili in cartolibreria), dotati di numerazione progressiva e che dovevano riportare ovviamente tutti i riferimenti fiscali del soggetto emittente (impresa o ditta individuale), di solito apposti con il timbro al momento della compilazione a biro.